# Fresse (Haute-Saône)
Pour les articles homonymes, voir Fresse.
Fresse est une commune française située dans le département de la Haute-Saône, la région culturelle et historique de Franche-Comté et la région administrative Bourgogne-Franche-Comté.
Le village est très marqué par son passé minier : des mines d'argent sont exploitées du XVIe au XVIIIe siècle, puis une grande partie de la population travaille aux houillères de Ronchamp du XIXe siècle jusqu’au milieu du XXe siècle. Ces activités industrielles induisent prospérité économique et forte démographie, aujourd'hui révolues. La commune ne conserve plus que de petites activités agricoles, commerciales et touristiques, ainsi qu'une scierie, et sa population, après avoir chuté, progresse légèrement, notamment grâce à la proximité du bassin d'emploi de Belfort et Montbéliard où travaillent de nombreux habitants.

### Localisation

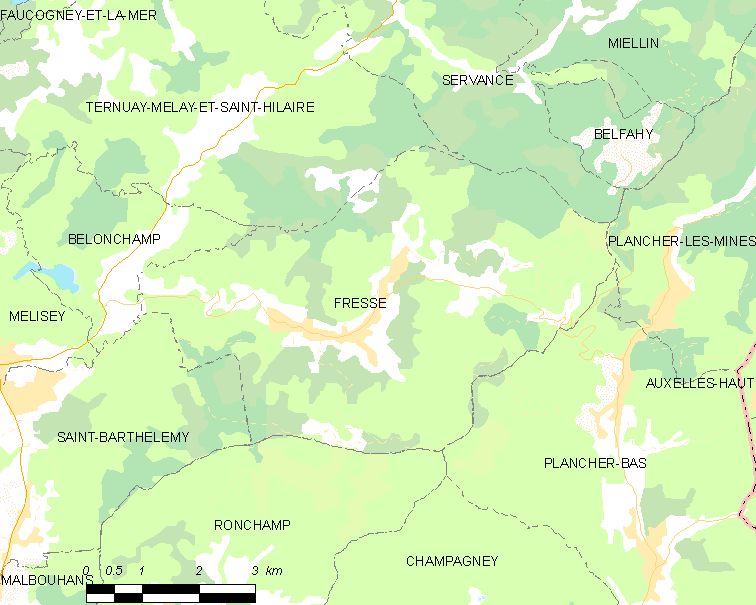
Le territoire communal dans son contexte local.

## Géographie

### Communes limitrophes
Le territoire de la commune est limitrophe de ceux de sept communes :

### Géologie et relief

Limite des glaciations sur le plateau des Mille étangs et dépôts morainiques.

Fresse est située en bordure du plateau des Mille étangs et au pied des Vosges saônoises. La commune repose sur un sol constitué de dépôt glaciaire dû à l'ancien glacier qui recouvrait la vallée et qui a laissé des blocs erratiques et des verrous.
La superficie de la commune est de 2 715 hectares ; son altitude varie de 340  à   896 mètres.
Le territoire de Fresse est très accidenté. Autour d'une vallée principale orientée est-ouest se déploient de nombreux vallons secondaires. Fresse constitue topographiquement l'extrémité sud-ouest du massif des Vosges, ce que l'on perçoit aisément parce que le relief y est soudainement abrupt et isole nettement la vallée des communes voisines.
L'altitude la plus basse de 340 m est atteinte au lieu-dit les Renards. Les points culminants des lignes de crêtes qui délimitent la vallée sont le Roc du Plainet (807 m), la tête d'Arobert (811 m) et le Coporot (843 m), situés entièrement dans la commune, qui partage également avec la commune de Belfahy une ligne de crête dépassant les 900 m dont le sommet se situe à 959 m, non loin de la limite communale.
La forêt occupe une superficie de 1 406 hectares.

### Lieux-dits, hameaux
La commune est composée du village principal, lieu-dit le Bourg, et de très nombreux hameaux, principalement le Magny, le Volvet, les Viaux, la Montagne, le Bas, les Potets, le Montaujeux, le Sapoz, le Montvilley ou Montvilliers, le Larmet, la Chevestraye (prononcer « ch'vétré » avec un premier « é » long), le Plainet (qui comme son nom ne l'indique pas, est le plus en altitude, mais correspond à un assez vaste plateau autrefois assez peuplé pour disposer de sa propre école), la Pessa, les Rondey (sans "s" final), la Croix de Pierre, les Jovis, le Conot.
Beaucoup de ces hameaux sont aujourd'hui sous-occupés, un nombre élevé de maisons ayant le statut de résidence secondaire, certaines étant simplement abandonnées. Les maisons abandonnées ne sont pas rares et lors d'une promenade en forêt, on peut souvent voir les ruines, réduites à quelques pierres, d'anciennes fermes - elles n'ont pas été bâties en forêt, mais c'est la forêt qui s'est installée dans les terres agricoles délaissées. Certaines disposent encore des petits canaux utilisés pour les approvisionner en eau à partir du torrent le plus proche, car la nature des sols ne permettait que rarement de creuser des puits. Au moins quatre hameaux (les Larmets, les Potets, la Chevestraye, le Plainet) possédaient autrefois leur propre école bâtie à la fin du XIXe siècle, aujourd'hui reconverties en logements.
Plusieurs hameaux (le Sapoz, le Montvilley, la Chevestraye, la Montagne, le Plainet) se situent à 600 mètres d'altitude et au-delà, ce qui leur donne des valeurs relativement importantes d'enneigement et des hivers longs. Le déneigement, assuré par la commune, y est un service indispensable. On les appelle couramment « les Hauts ».

### Hydrographie

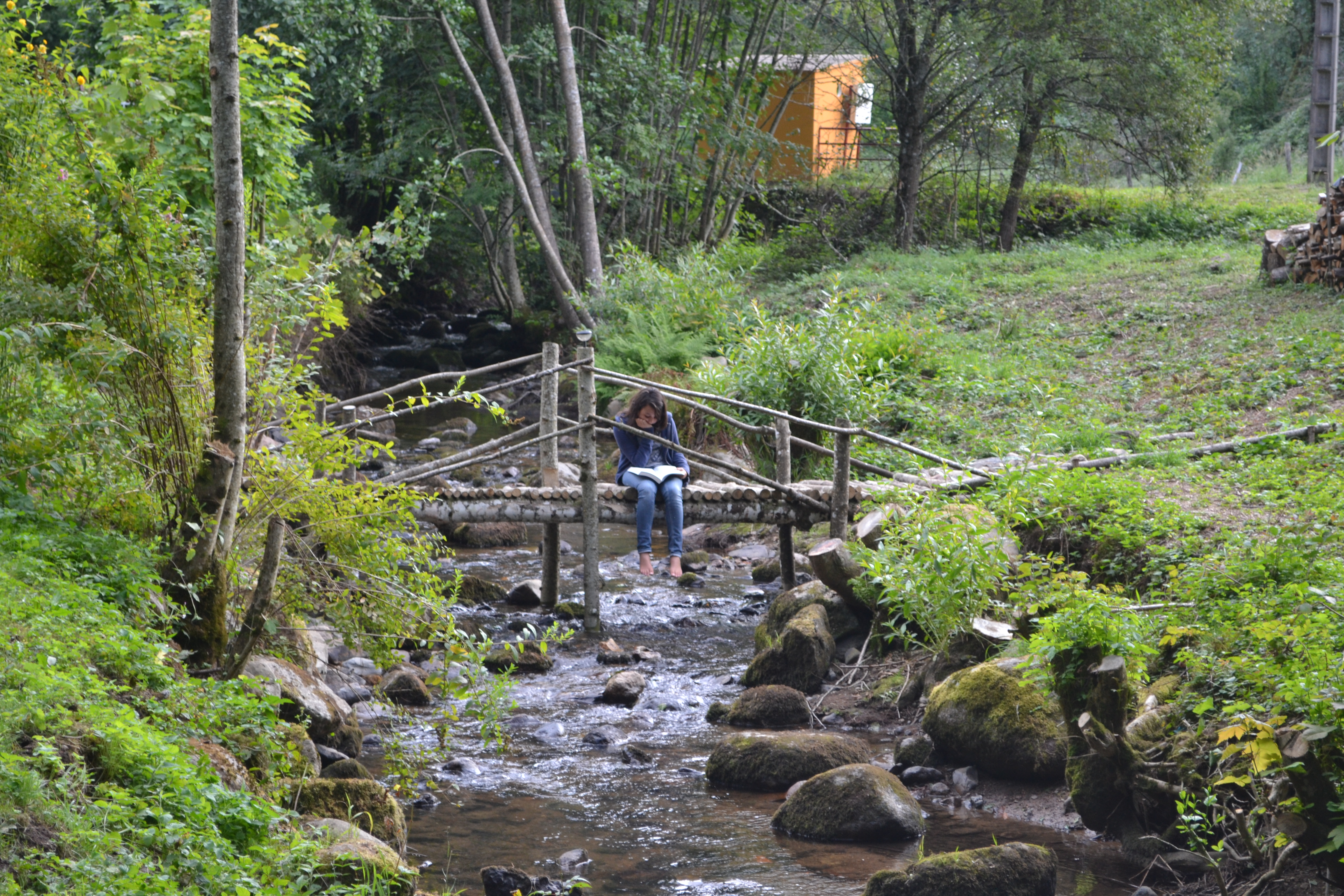
Le Raddon à Fresse.

Le Raddon a sa source dans la commune où il se forme à partir de divers ruisselets de montagne. Il est le principal cours d'eau de la vallée qu'il traverse d'est en ouest. C'est un affluent rive gauche de l'Ognon.

### Climat
Pour des articles plus généraux, voir Climat de la Bourgogne-Franche-Comté et Climat de la Haute-Saône.
En 2010, le climat de la commune est de type climat de montagne, selon une étude du Centre national de la recherche scientifique s'appuyant sur une série de données couvrant la période 1971-2000. En 2020, Météo-France publie une typologie des climats de la France métropolitaine dans laquelle la commune est exposée à un climat semi-continental et est dans une zone de transition entre les régions climatiques « Lorraine, plateau de Langres, Morvan » et « Vosges ».
Pour la période 1971-2000, la température annuelle moyenne est de 9,3 °C, avec une amplitude thermique annuelle de 16,8 °C. Le cumul annuel moyen de précipitations est de 1 586 mm, avec 13,8 jours de précipitations en janvier et 10,8 jours en juillet. Pour la période 1991-2020, la température moyenne annuelle observée sur la station météorologique de Météo-France la plus proche, « Belfahy_sapc », sur la commune de Belfahy à 6 km à vol d'oiseau, est de 9,0 °C et le cumul annuel moyen de précipitations est de 1 913,4 mm. 
La température maximale relevée sur cette station est de 35,1 °C, atteinte le 24 juillet 2019 ; la température minimale est de −17,7 °C, atteinte le 20 décembre 2009,,.
Les paramètres climatiques de la commune ont été estimés pour le milieu du siècle (2041-2070) selon différents scénarios d'émission de gaz à effet de serre à partir des nouvelles projections climatiques de référence DRIAS-2020. Ils sont consultables sur un site dédié publié par Météo-France en novembre 2022.

## Urbanisme

### Typologie
Au 1er janvier 2024, Fresse est catégorisée commune rurale à habitat dispersé, selon la nouvelle grille communale de densité à sept niveaux définie par l'Insee en 2022.
Elle est située hors unité urbaine et hors attraction des villes,.

### Occupation des sols
L'occupation des sols de la commune, telle qu'elle ressort de la base de données européenne d’occupation biophysique des sols Corine Land Cover (CLC), est marquée par l'importance des forêts et milieux semi-naturels (82,4 % en 2018), une proportion identique à celle de 1990 (82,4 %). La répartition détaillée en 2018 est la suivante : 
forêts (80,8 %), prairies (8,1 %), zones agricoles hétérogènes (6,4 %), zones urbanisées (3 %), milieux à végétation arbustive et/ou herbacée (1,6 %). L'évolution de l’occupation des sols de la commune et de ses infrastructures peut être observée sur les différentes représentations cartographiques du territoire : la carte de Cassini (XVIIIe siècle), la carte d'état-major (1820-1866) et les cartes ou photos aériennes de l'IGN pour la période actuelle (1950 à aujourd'hui).

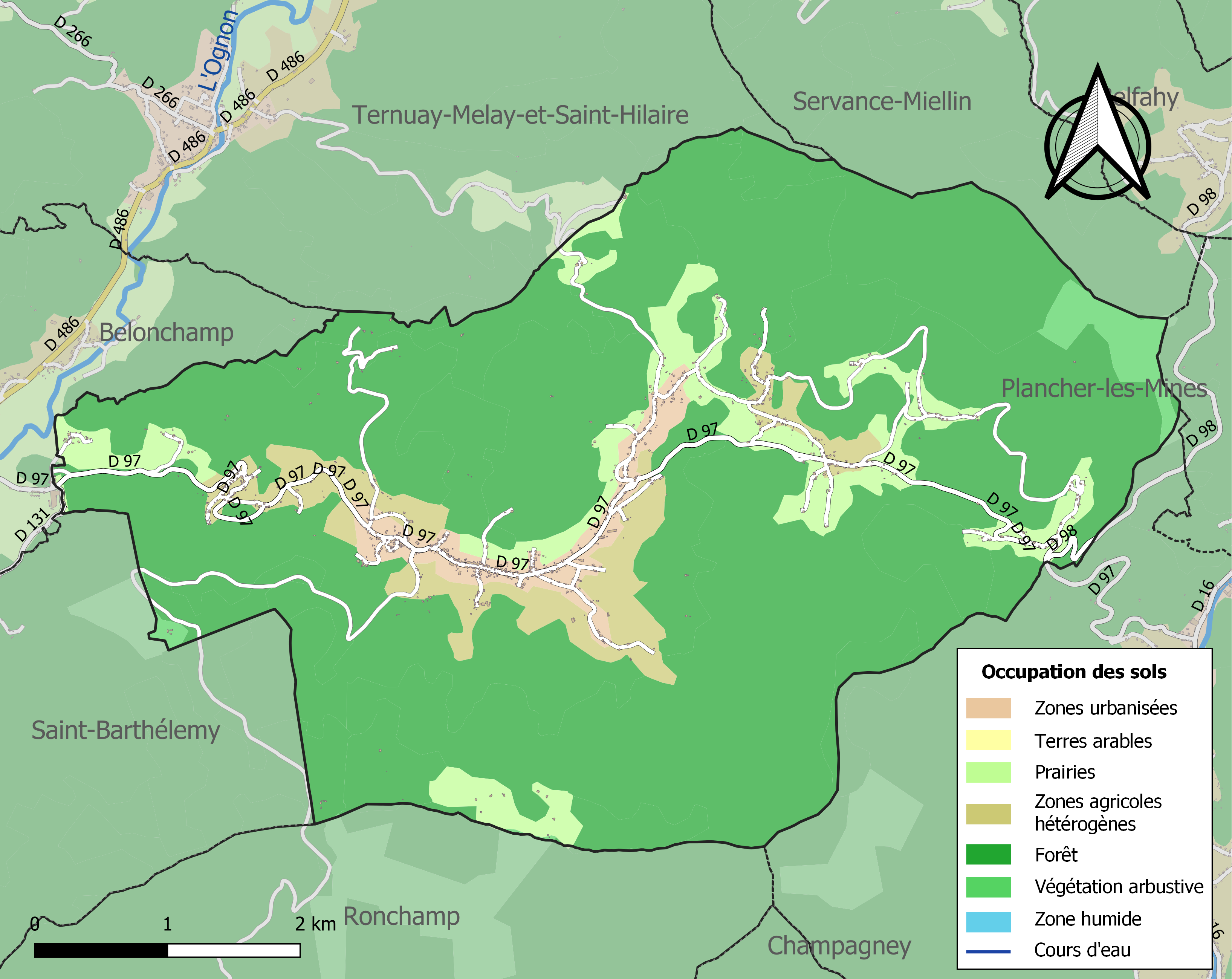
Carte des infrastructures et de l'occupation des sols de la commune en 2018 (CLC).

## Toponymie
Le nom de Fresse proviendrait du latin fraxinus (le frêne). Cette essence est en effet largement répandue dans le massif sud vosgien. Par ailleurs, bien que la région soit différente, l'occitan dérivé du latin utilise le mot « fraisse » pour désigner cet arbre. Voir Fraize[réf. nécessaire].

## Histoire

### Mines

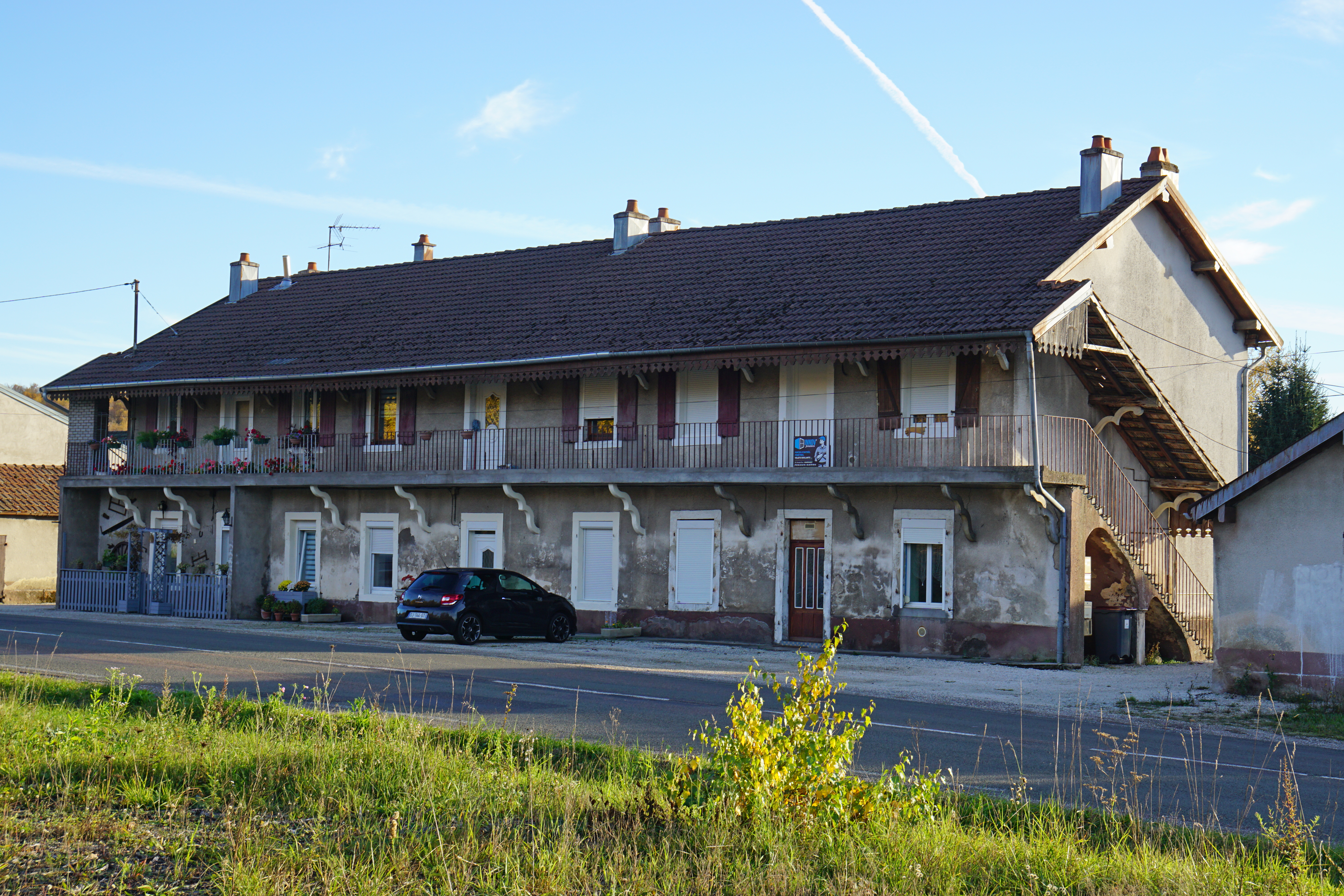
La caserne des Fressais située à Champagney.

Au XVIe siècle, des mines d'argent sont ouvertes et se développent autour des hameaux. Cette industrie finit par disparaître au XVIIIe siècle après plusieurs tentatives de relance. Au début du XIXe siècle, la crise agricole touche la France et le village de Fresse.
Les habitants décident alors de franchir le massif du Plainet et le Mont des Vannes (différents chemins sont empruntés en fonction du puits où les ouvriers doivent se rendre) par groupes et de se faire embaucher comme mineurs aux houillères de Ronchamp. L'activité minière, alors en pleine croissance, a besoin de main-d’œuvre et de nombreux Fressais sont embauchés, jusqu'à représenter la moitié de l'effectif de la compagnie au milieu du XIXe siècle,.
En 1873, un phalanstère est construit en face du puits Sainte-Pauline à Champagney, ce bâtiment comporte à l'origine quatre chambrées de seize lits. Il accueille alors soixante-quatre célibataires venant de Fresse pour travailler aux mines en semaine, ce qui lui vaut le surnom de « caserne des Fressais »,.
Les Fressais vivent et travaillent ensemble à Ronchamp, développant ainsi une forte camaraderie et une conscience de classe qui favorise plusieurs grèves. L'une d'entre elles, survenue illégalement en janvier 1857, cause le renvoi de certains ouvriers. À la fin du XIXe siècle, l'éloignement des puits de mines qui sont creusés de plus en plus vers le sud, obligent de nombreux mineurs du village à déménager. Ce phénomène provoque une forte baisse de la population qui passe ainsi de 2 500 habitants en 1906 à 1 400 habitants trente ans plus tard. En 1886, l'effectif des houillères compte 1 600 ouvriers dont 150 seulement vivent à Fresse. Malgré tout quelques mineurs continuent d'habiter dans le village.
Le village fait partie du territoire du bassin minier jusqu'au XXe siècle,. Une statue de sainte Barbe (patronne des mineurs) est installée dans la forêt avant d'être disposée dans un petit oratoire, toujours visible au XXIe siècle. Elle rappelle le passé minier de la commune qui s'est étalé sur quatre siècles de l’ouverture des mines d'argent à la fermeture des houillères de Ronchamp.

Sainte Barbe de Fresse.
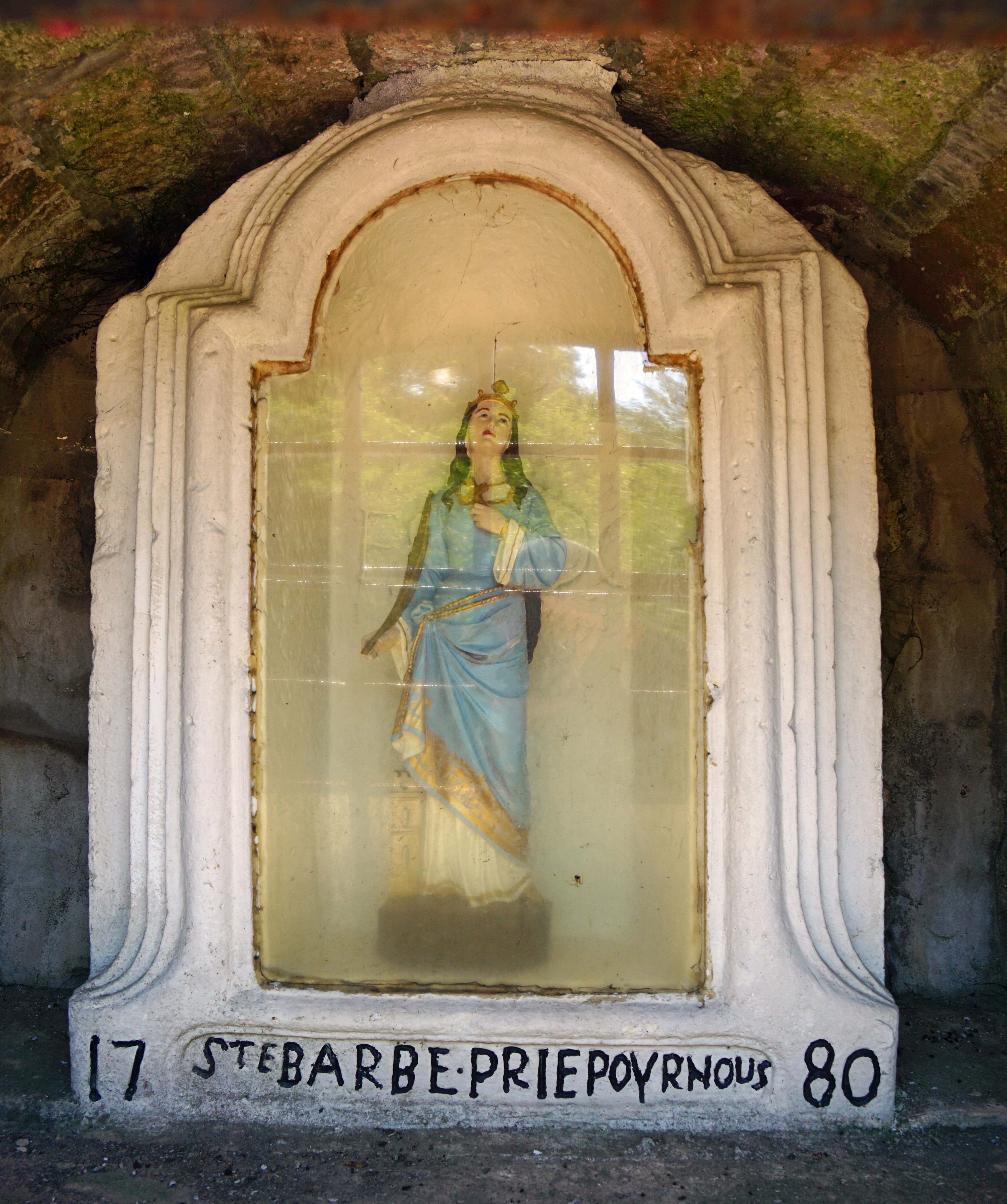
La statue.
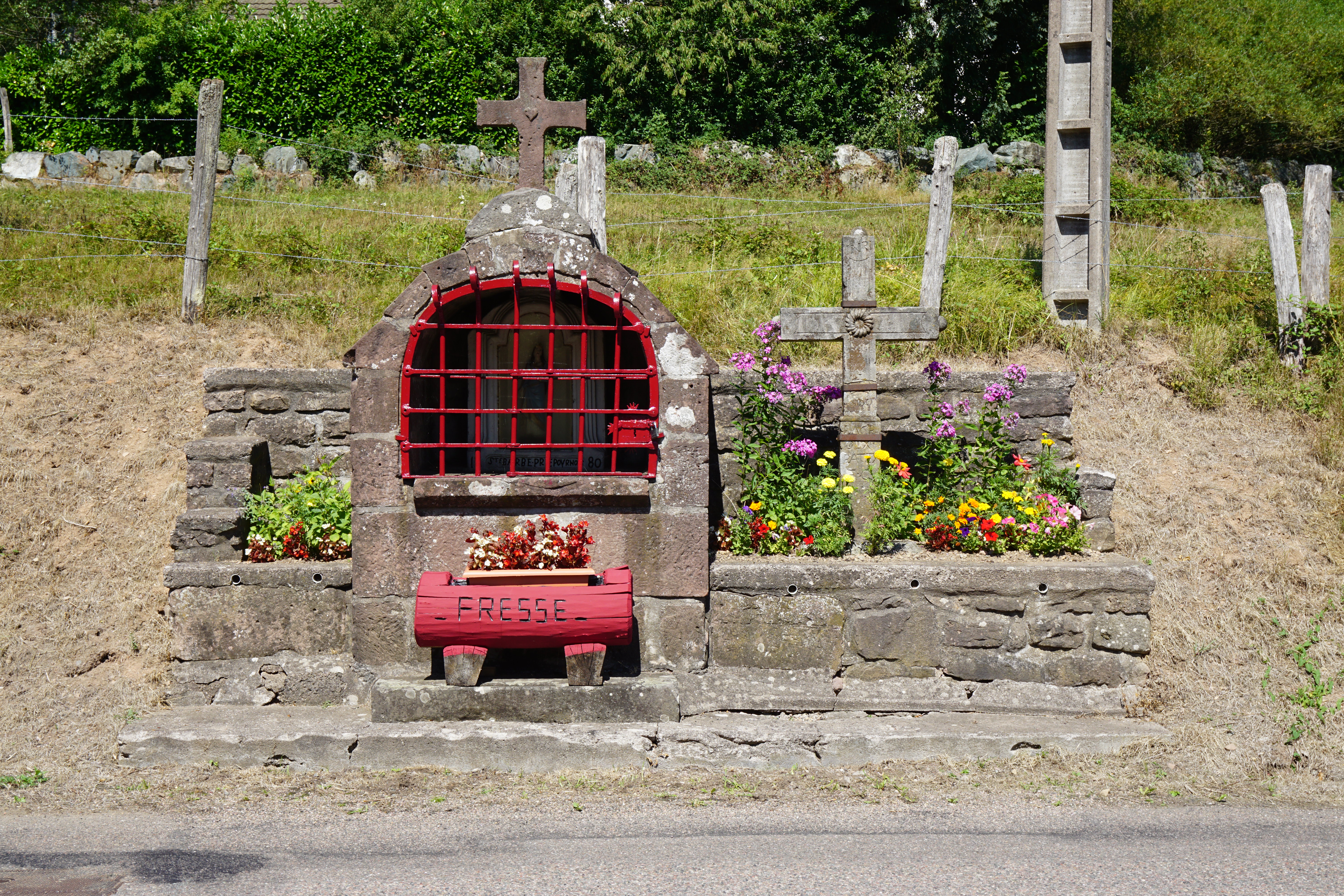
Son oratoire.

### Seconde Guerre mondiale
À la fin de la Seconde Guerre mondiale, l'armée allemande, voulant atteindre sans succès un groupe de maquisards du Plainet, a exécuté plusieurs habitants du hameau de La Montagne le 1er août 1944.
Une bataille a eu lieu le 23 septembre 1944 entre les armées alliées, qui subirent de lourdes pertes, et l'armée allemande au col de la Chevestraye. Depuis le col, et pendant près de deux mois, les Allemands bombardèrent quotidiennement la haute vallée du Rahin, tout en étant eux-mêmes bombardés par des batteries américaines placées à Servance. Situé près du col, le hameau du Bois la Dame n'a pas résisté à cette bataille d'artillerie : il fut entièrement ruiné, et est resté à l'abandon. De nombreuses maisons des différents hameaux voisins ont également subi des dégâts.

## Politique et administration

Carte départementale représentant en rouge la communauté de communes des mille étangs.

### Rattachements administratifs et électoraux
La commune fait partie de l'arrondissement de Lure du département de la Haute-Saône, en région Bourgogne-Franche-Comté. Pour l'élection des députés, elle dépend de la deuxième circonscription de la Haute-Saône.
Elle fait partie depuis 1793 du canton de Mélisey. Dans le cadre du redécoupage cantonal de 2014 en France, ce canton s'est agrandi, passant de 13 à 34 communes.

### Intercommunalité
La commune fait partie de la communauté de communes des mille étangs depuis le 1er janvier 2017.

### Liste des maires

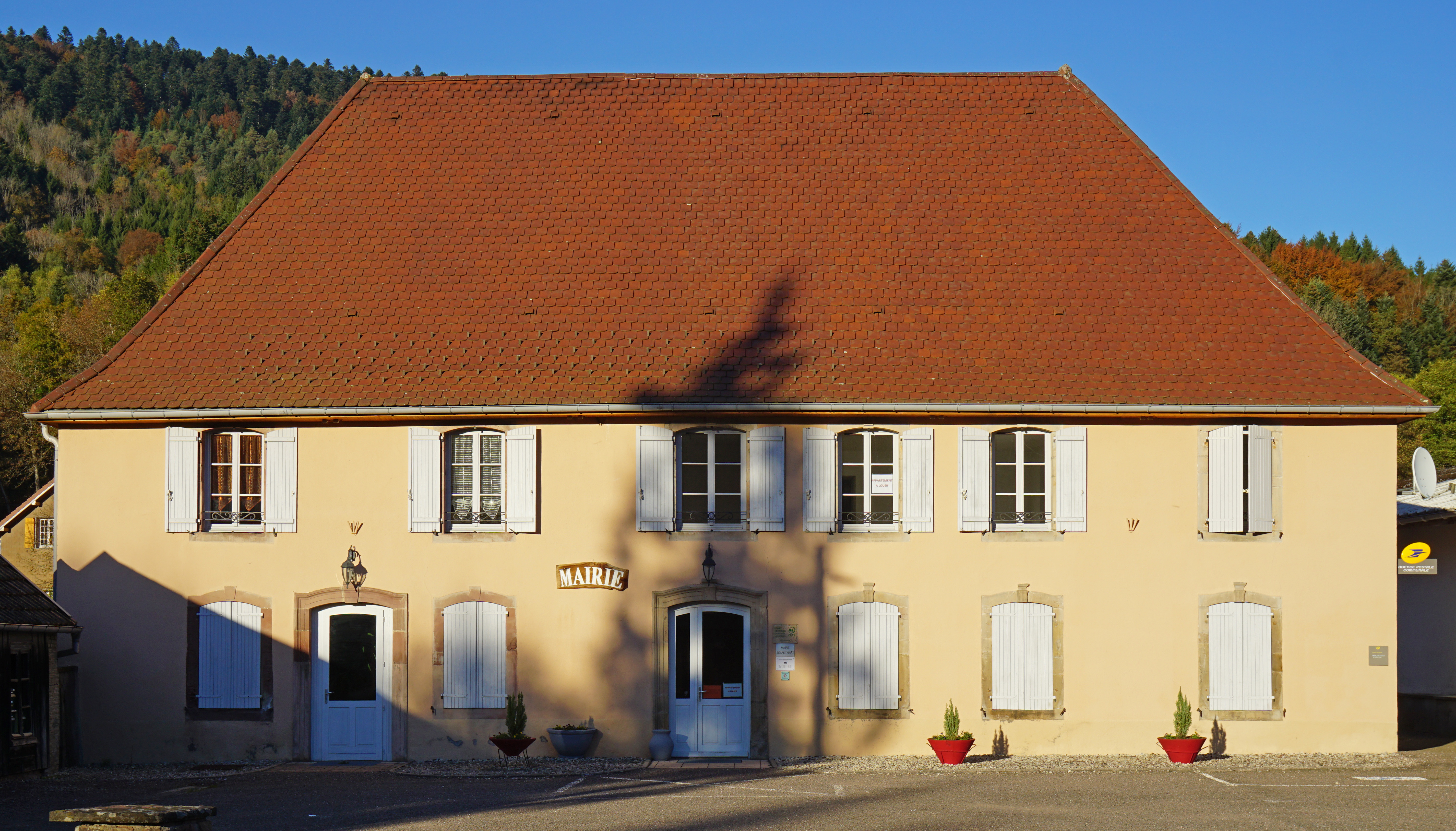
La mairie.

| Période                                  | Période                   | Identité          | Étiquette | Qualité                                          |
| ---------------------------------------- | ------------------------- | ----------------- | --------- | ------------------------------------------------ |
| Les données manquantes sont à compléter. |                           |                   |           |                                                  |
| avant 1981                               | ?                         | Maurice Jeanblanc | DVG       |                                                  |
| mars 2001                                | mars 2008                 | Maurice Cardot    | PS        | Retraité                                         |
| mars 2008                                | mars 2014,                | Patrice Lombard   | FN,       | Pilote d’avion Conseiller régional (2015 → )     |
| mars 2014                                | En cours (au 30 mai 2020) | Alain Dague       | SE        | Gérant de société Réélu pour le mandat 2020-2026 |

## Population et société

### Démographie
L'évolution du nombre d'habitants est connue à travers les recensements de la population effectués dans la commune depuis 1793. Pour les communes de moins de 10 000 habitants, une enquête de recensement portant sur toute la population est réalisée tous les cinq ans, les populations de référence des années intermédiaires étant quant à elles estimées par interpolation ou extrapolation. Pour la commune, le premier recensement exhaustif entrant dans le cadre du nouveau dispositif a été réalisé en 2008.

En 2022, la commune comptait 695 habitants, en évolution de −5,18 % par rapport à 2016 (Haute-Saône : −1,4 %, France hors Mayotte : +2,11 %).
| 1793  | 1800  | 1806  | 1821  | 1831  | 1836  | 1841  | 1846  | 1851  |
| ----- | ----- | ----- | ----- | ----- | ----- | ----- | ----- | ----- |
| 2 206 | 2 281 | 1 820 | 2 341 | 3 017 | 2 681 | 2 768 | 2 723 | 2 803 |

| 1856  | 1861  | 1866  | 1872  | 1876  | 1881  | 1886  | 1891  | 1896  |
| ----- | ----- | ----- | ----- | ----- | ----- | ----- | ----- | ----- |
| 2 581 | 2 633 | 2 678 | 2 668 | 2 668 | 2 565 | 2 622 | 2 518 | 2 535 |

| 1901  | 1906  | 1911  | 1921  | 1926  | 1931  | 1936  | 1946  | 1954  |
| ----- | ----- | ----- | ----- | ----- | ----- | ----- | ----- | ----- |
| 2 516 | 2 513 | 2 140 | 1 635 | 1 627 | 1 496 | 1 403 | 1 167 | 1 174 |

| 1962  | 1968 | 1975 | 1982 | 1990 | 1999 | 2006 | 2008 | 2013 |
| ----- | ---- | ---- | ---- | ---- | ---- | ---- | ---- | ---- |
| 1 034 | 905  | 805  | 743  | 686  | 634  | 703  | 723  | 744  |

| 2018 | 2022 | - | - | - | - | - | - | - |
| ---- | ---- | - | - | - | - | - | - | - |
| 710  | 695  | - | - | - | - | - | - | - |

Au début du XIXe siècle, le pic de population est dû à l’embauche des habitants aux houillères de Ronchamp, rendant le village prospère. Mais à la fin du même siècle, les charbonnages s'éloignent de plus en plus, c'est ainsi que les déménagements causent une baisse importante de la population qui est très forte tout au long du XXe siècle, accentuée par le déclin puis la fermeture des houillères mais aussi par l'exode rural et les deux guerres mondiales.

### Services
La commune possède une agence postale communale dans la mairie, une salle polyvalente et un centre de secours et d'incendie.

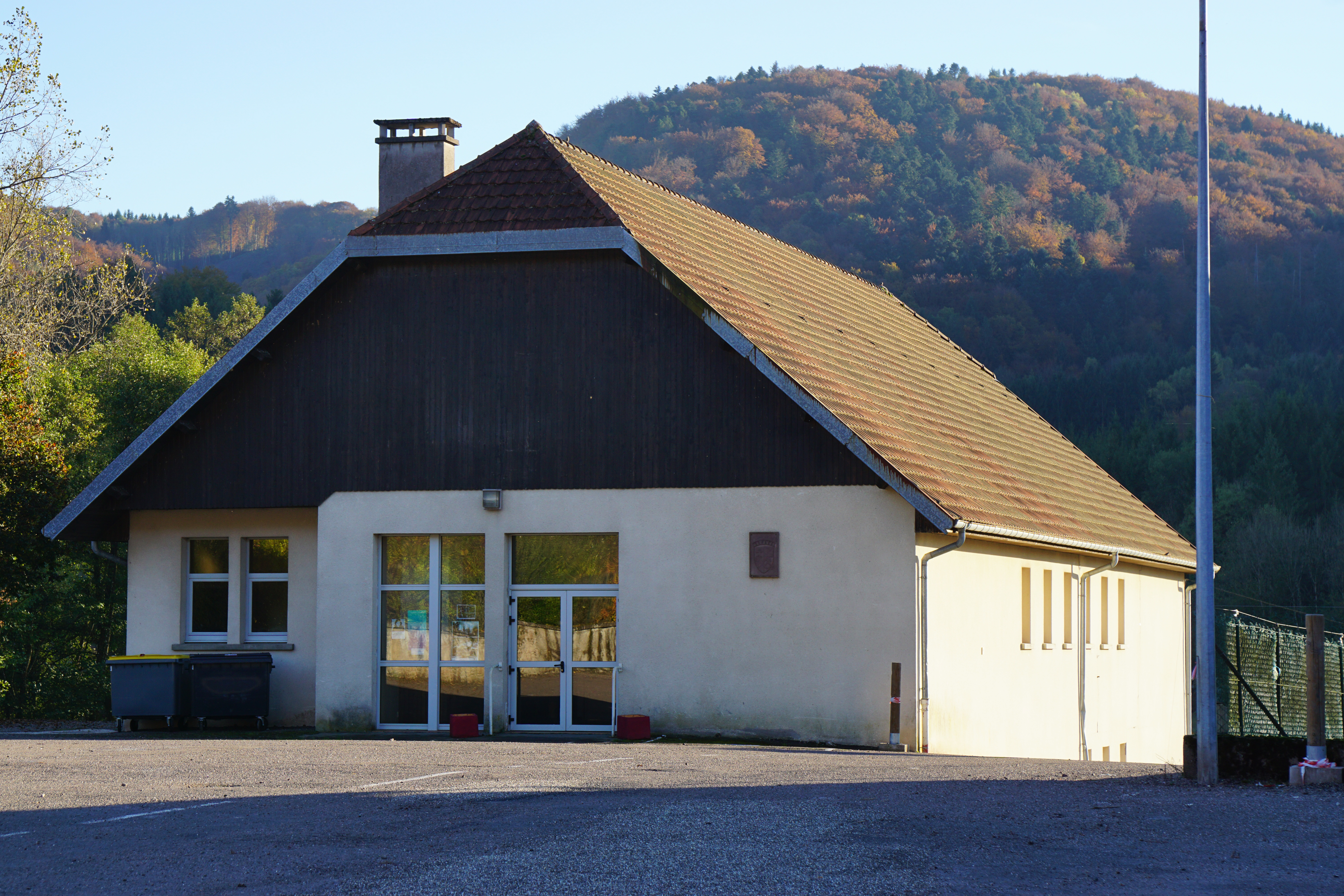
Salle polyvalente.
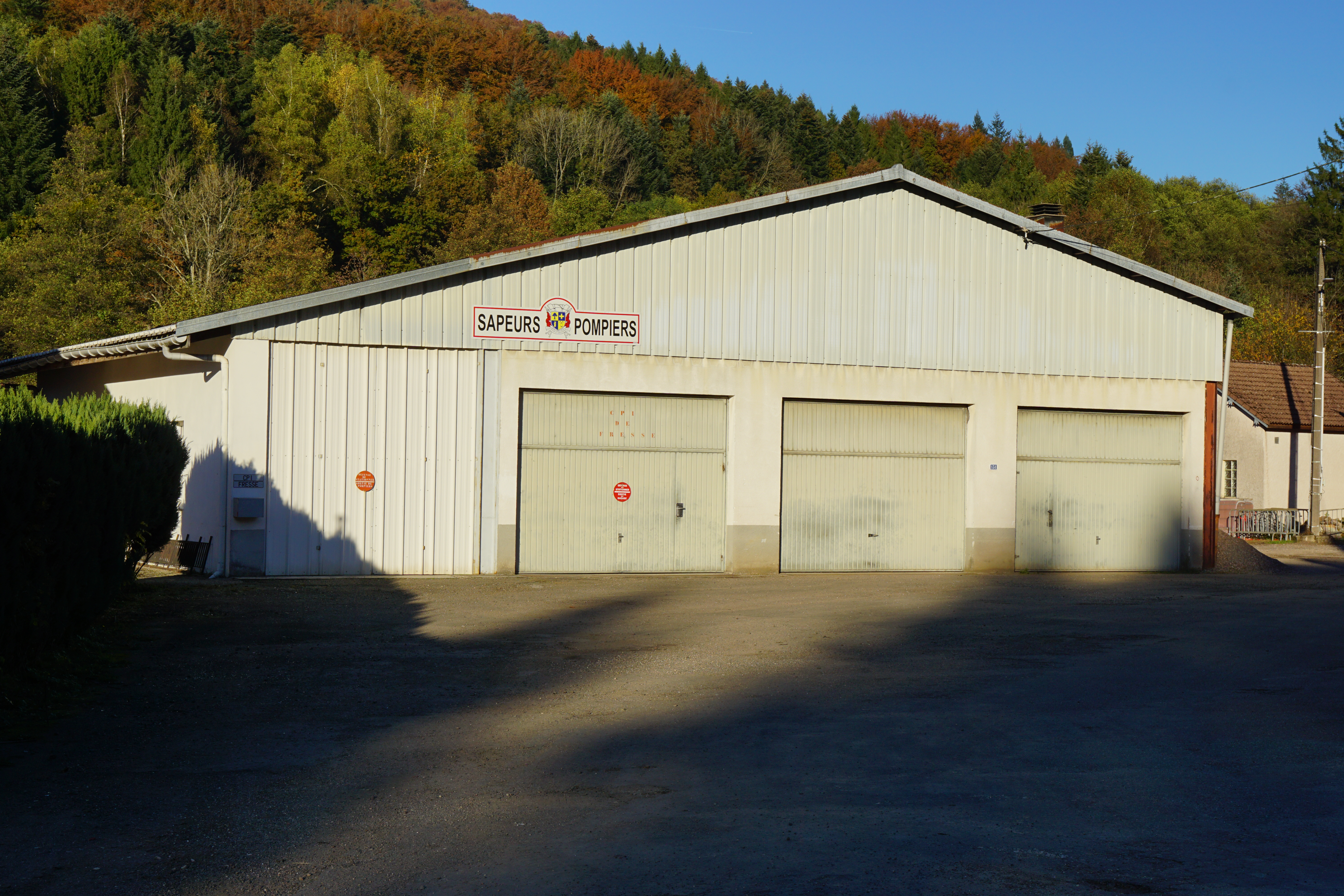
Le Centre de Première Intervention (CPI) des pompiers de Fresse.

### Santé
Concernant les services hospitaliers, l'hôpital le plus proche de Fresse est celui de Lure, mais il est de plus en plus désinvesti par les services publics au profit de celui de Vesoul, principal site du C.H.I. de Haute-Saône. Par ailleurs, les hôpitaux de Belfort et Montbéliard, facilement accessibles de Ronchamp, fusionnent en 2017 au profit de la nouvelle infrastructure commune du centre hospitalier de Belfort-Montbéliard, située à mi-chemin entre les deux villes, à Trévenans.

### Sports
Les paysages montagneux de Fresse offrent de multiples possibilités de randonnée pédestre, à VTT ou à cheval, de difficultés variées.
La commune est desservie par plusieurs itinéraires de randonnée pédestre ou équestre balisés, dont le GR59.
Proche de la Planche des Belles Filles (environ 12 km) qui est devenue une étape régulière du Tour de France (2012, 2014, 2017, 2019, 2020, 2022), Fresse est à chaque fois traversée par le peloton. Tantôt au col de la Chevestraye lorsque la course passe par le Col des Chevrères et Belfahy (éditions 2014 et 2019), tantôt par le centre du village (éditions 2012, 2017, 2020 et 2022), ce passage régulier attire les cyclotouristes qui sont nombreux toute l'année à emprunter la route principale du village.

### Manifestations culturelles et festivités
- Feux de la Saint-Jean : date variable, juin ou juillet. Tirs de feux d'artifice et embrasement d'une chavande.
- Célébration de la Fête Nationale : le 14 juillet au soir. Marche aux flambeaux suivie de feux d'artifice
- Durant le week-end de Pentecôte se déroule un rassemblement de 4*4, le « 4x4 Fresse Country »[38].
- Vide-grenier organisé par les sapeurs pompiers en septembre.

## Économie
De la fin du XVIIIe siècle au début du XXe siècle, Fresse a connu un essor économique important grâce au développement des mines de Ronchamp et de l'industrie textile : ce fut l'âge d'or de l'usine de bourre de soie du Raddon, aujourd'hui abandonnée.
L'agriculture, qui fut autrefois la principale activité, est en voie de disparition et d'innombrables parcelles sont maintenant en friche, quand elles n'ont pas été reboisées par plantation d'épicéas. L'activité de scierie constitue désormais le principal pôle économique de la commune.

### Tourisme
Fresse est apprécié des touristes pour son calme, ses paysages et ses multiples possibilités de randonnée. De nombreux gîtes, chambres d'hôtes et campings chez l'habitant sont proposés aux visiteurs. La commune possède également un camping d'une cinquantaine de places.

## Culture locale et patrimoine

### Lieux et monuments

#### Points de vue
Fresse étant l'une des communes les plus élevées de la Haute-Saône, elle possède de très beaux points de vue sur la vallée et les villages alentour.
Les principaux sont : 
- la Montagne : à 740 mètres d'altitude, il offre un panorama sur le Ballon de Servance, le plateau des Mille étangs et la commune de Ternuay. Ce hameau fut le lieu d'importants combats pendant la Seconde Guerre mondiale ; un monument en hommage à cet épisode historique y a été érigé ;
- le mont de Vannes : à 670 mètres d'altitude, on peut y voir la vallée de l'Ognon presque dans son ensemble ;
- la roche du Plainet, reste de la moraine glaciaire au sommet du mont du même nom, ouvre un panorama sur presque 360°. La légende prétend que cette roche rend les femmes fécondes ;
- les hauteurs du Pré Février, dominant le hameau du Montvilley, offrent de belles vues sur la vallée.

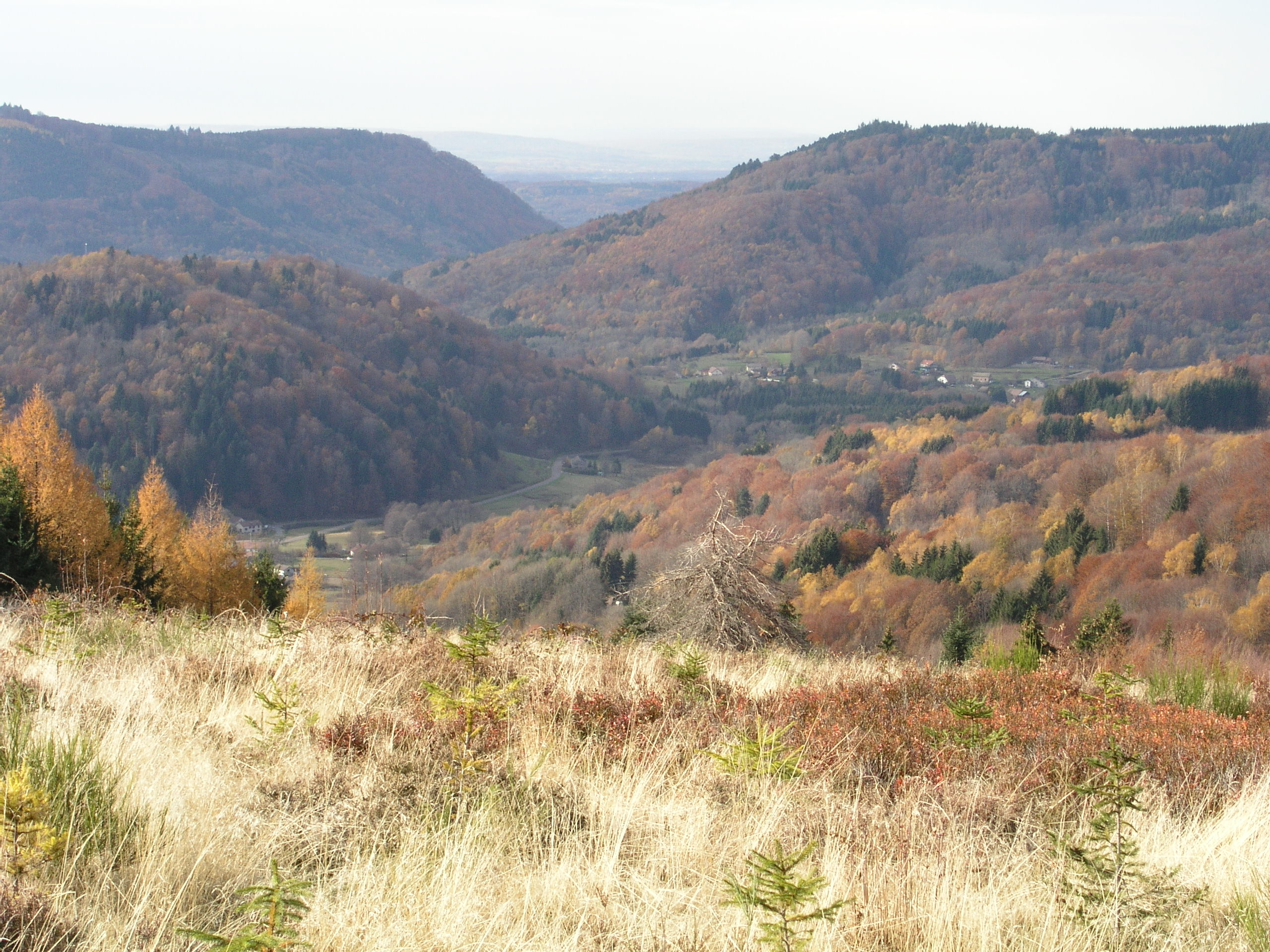
La vallée de Fresse à l'automne 2003, vue depuis les hauteurs du Pré Février.
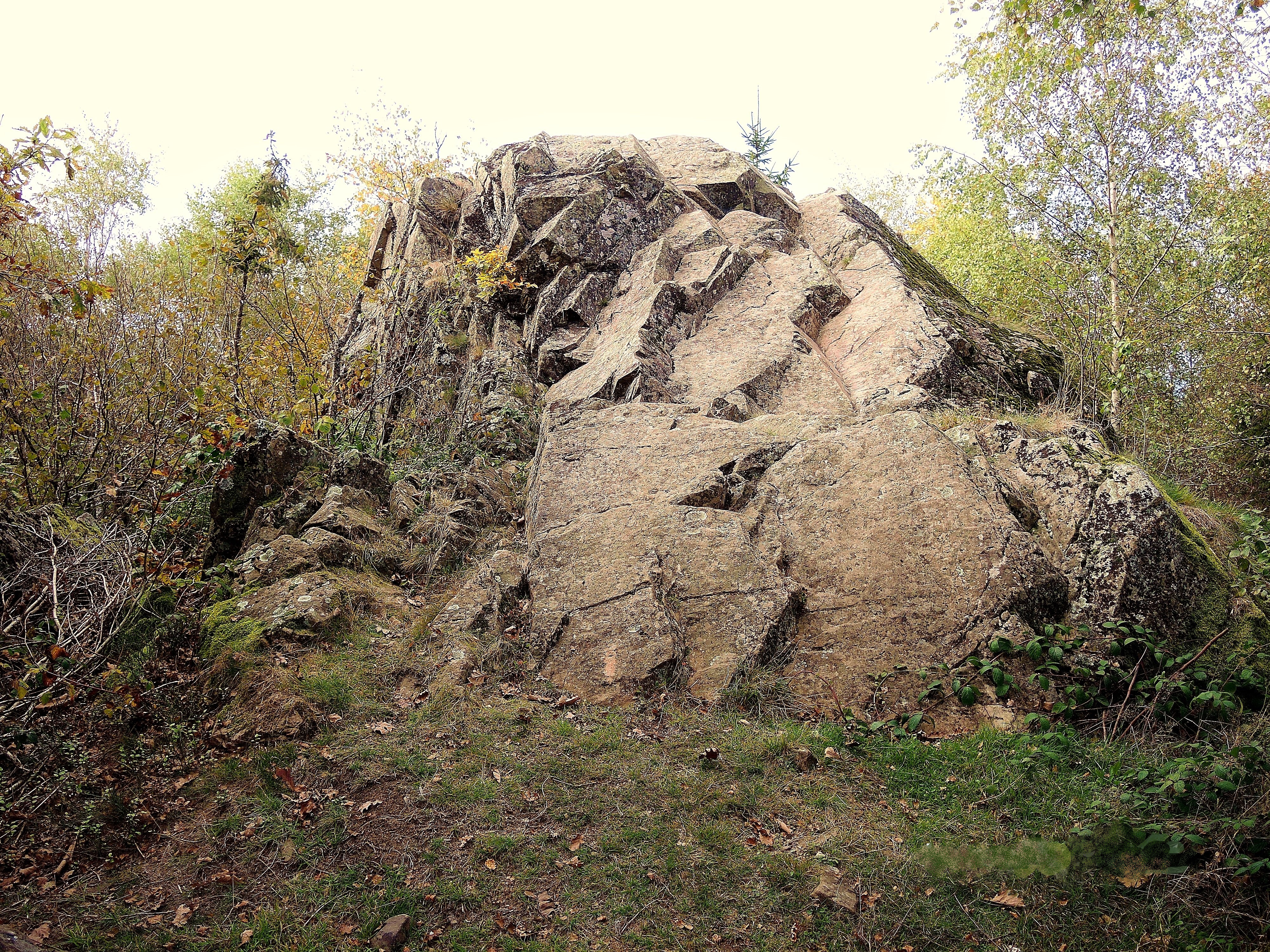
Roc du Plainet.

#### Monuments
- L’église Saint-Antide, construite au milieu du XVIIIe siècle, contient une œuvre remarquable - la chaire (en chêne ouvragé) de l'abbaye de Lucelle, récupérée après la Révolution française.

L'église Saint-Antide.
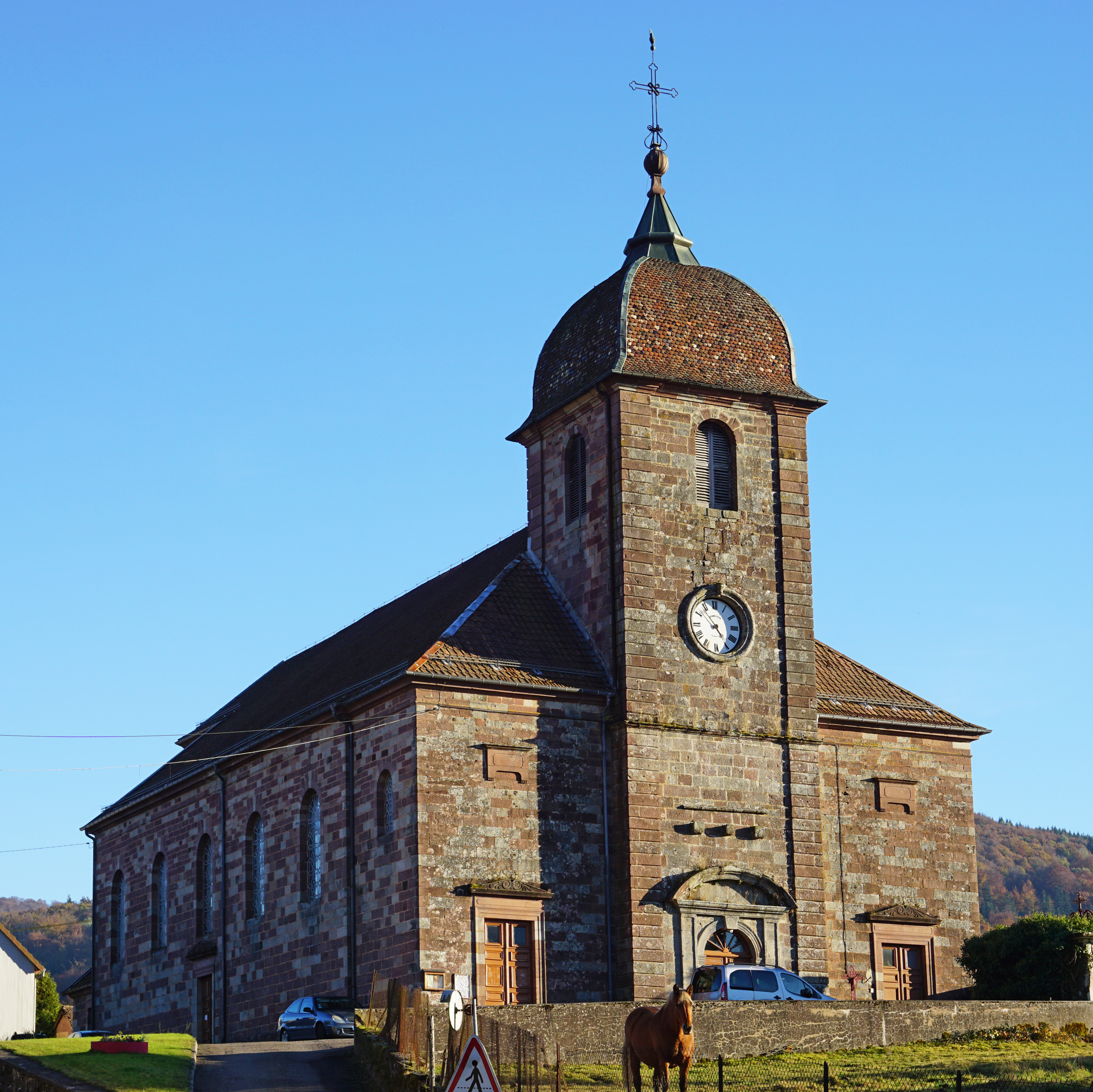
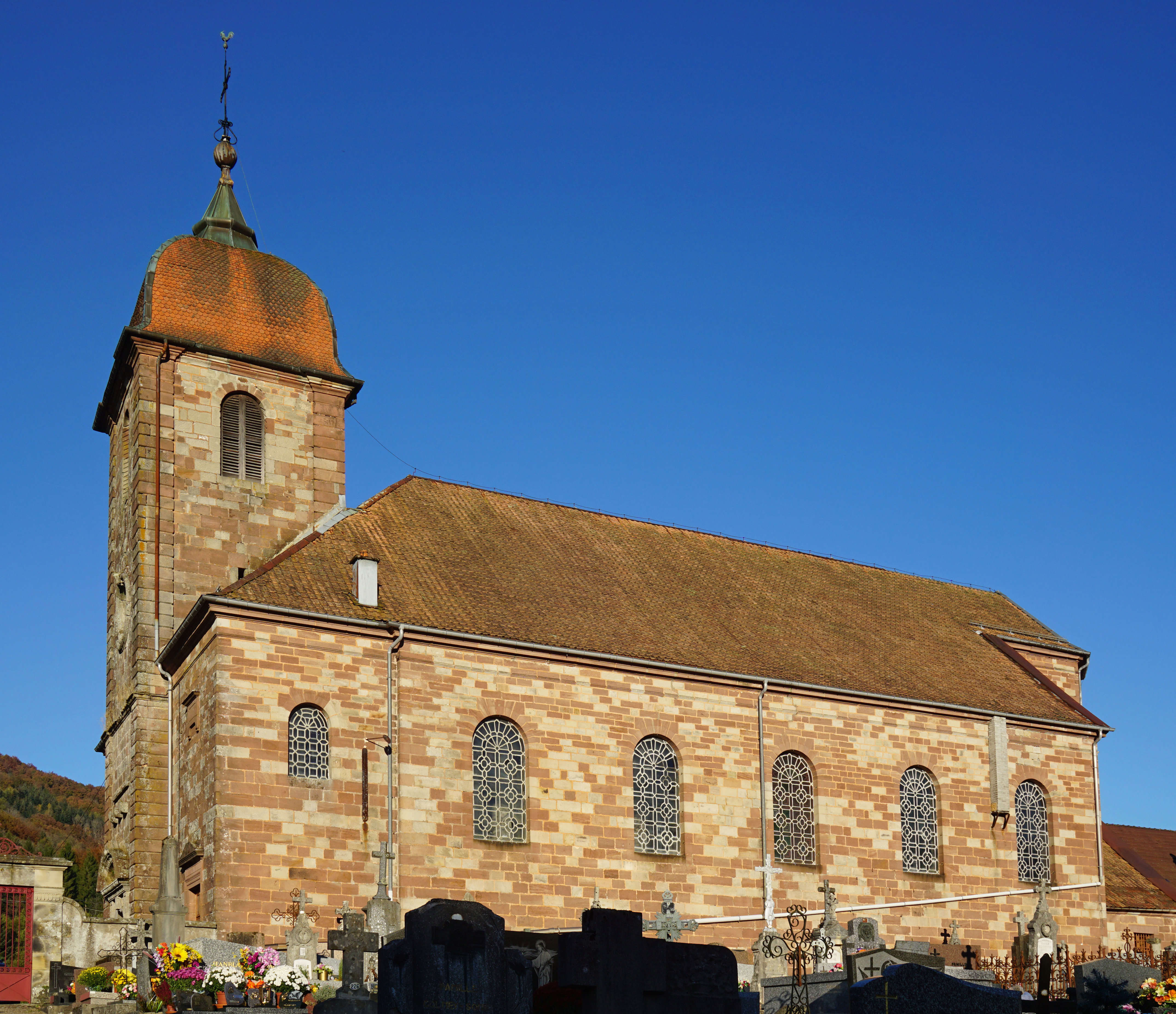
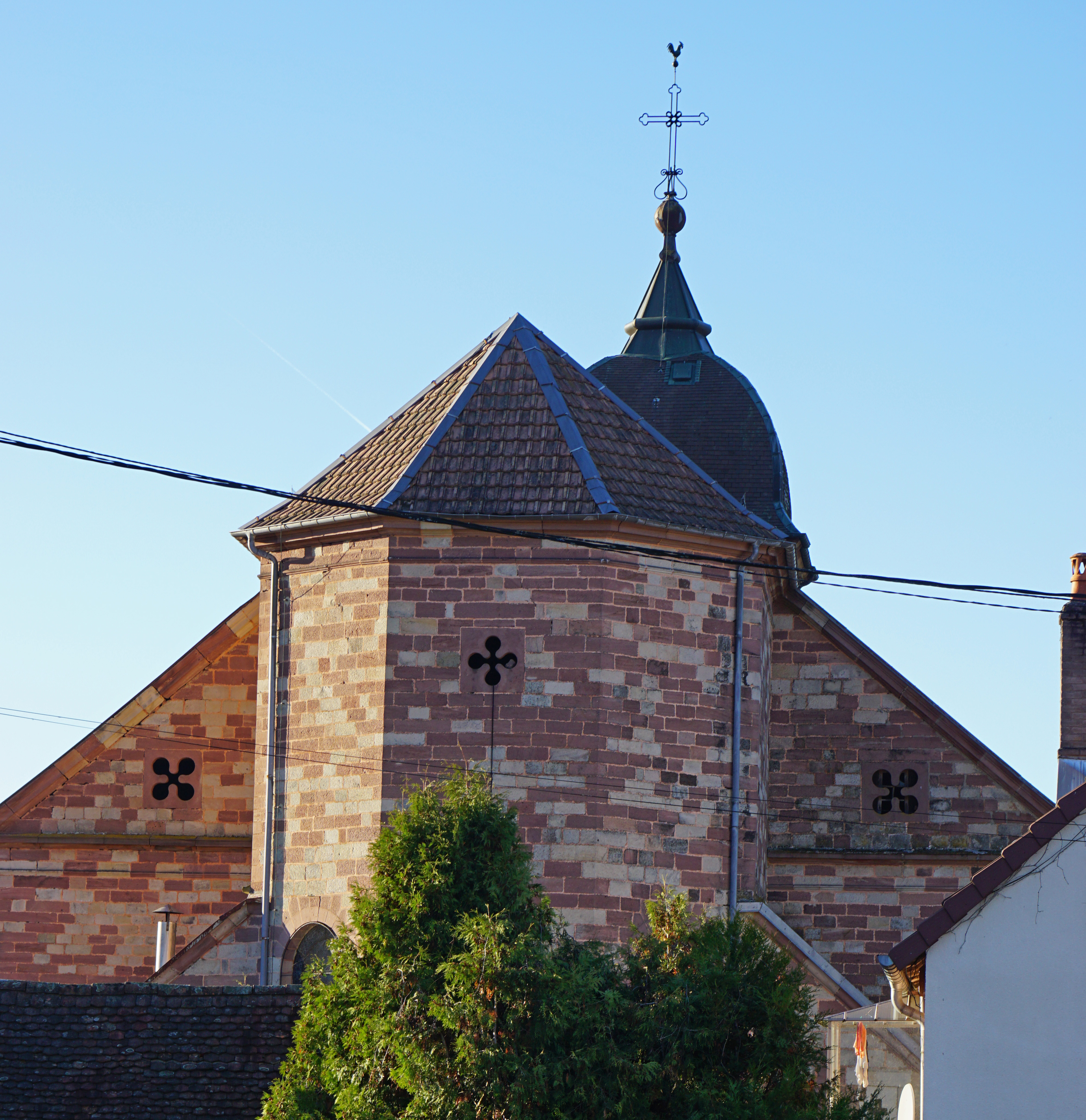
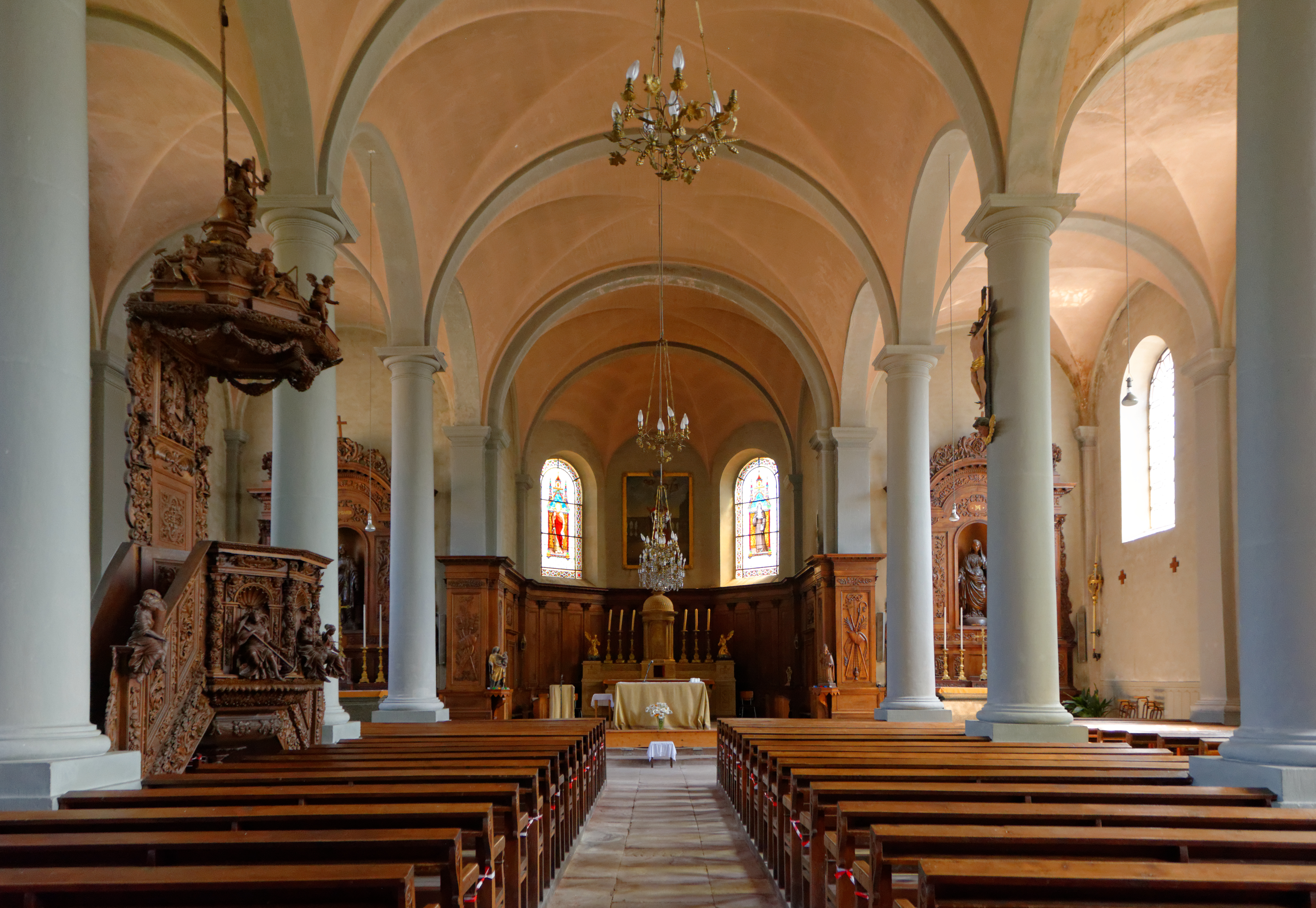
L'intérieur.

- Un grand lavoir.
- Croix de mission de Fresse de 1751.

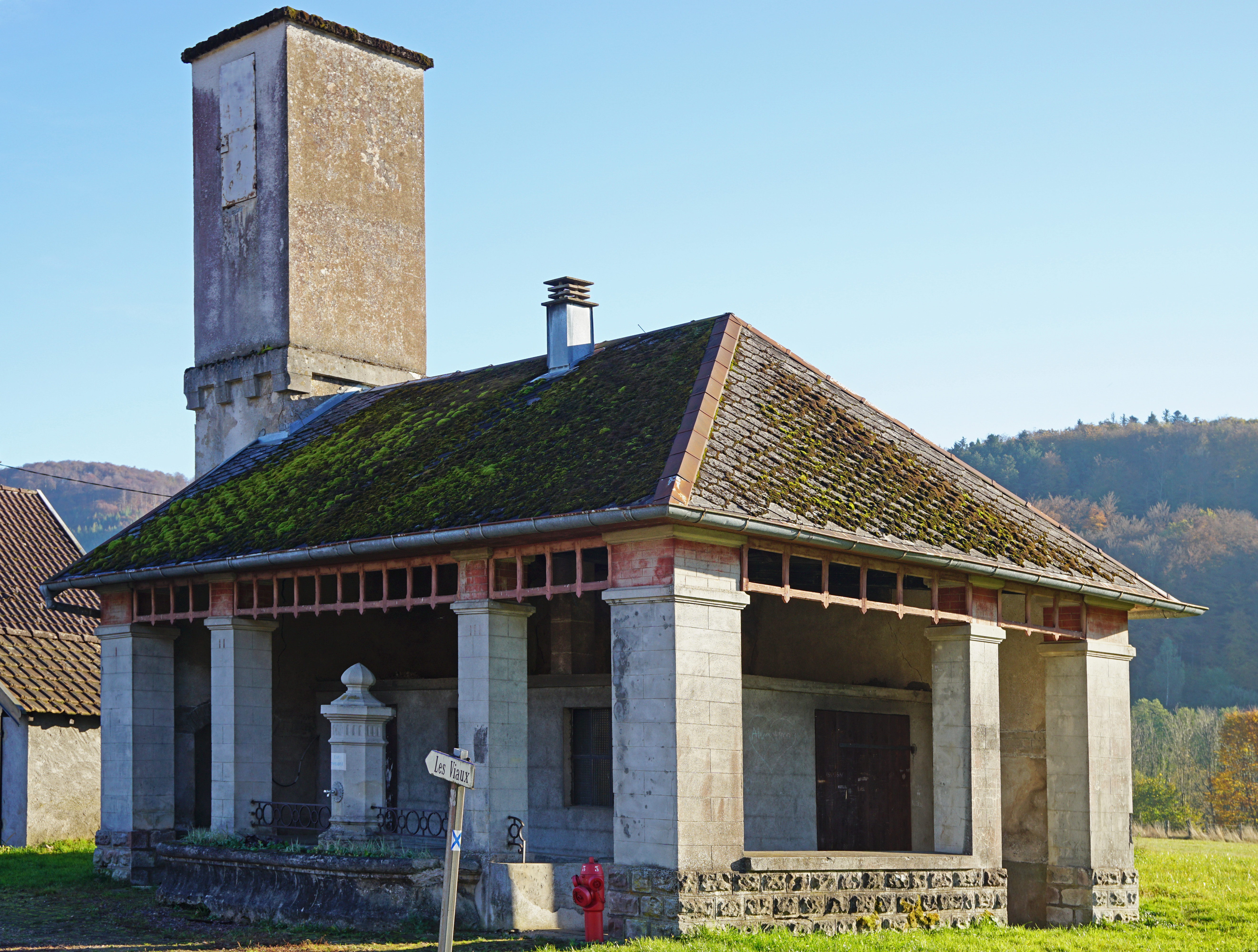
Le grand lavoir.
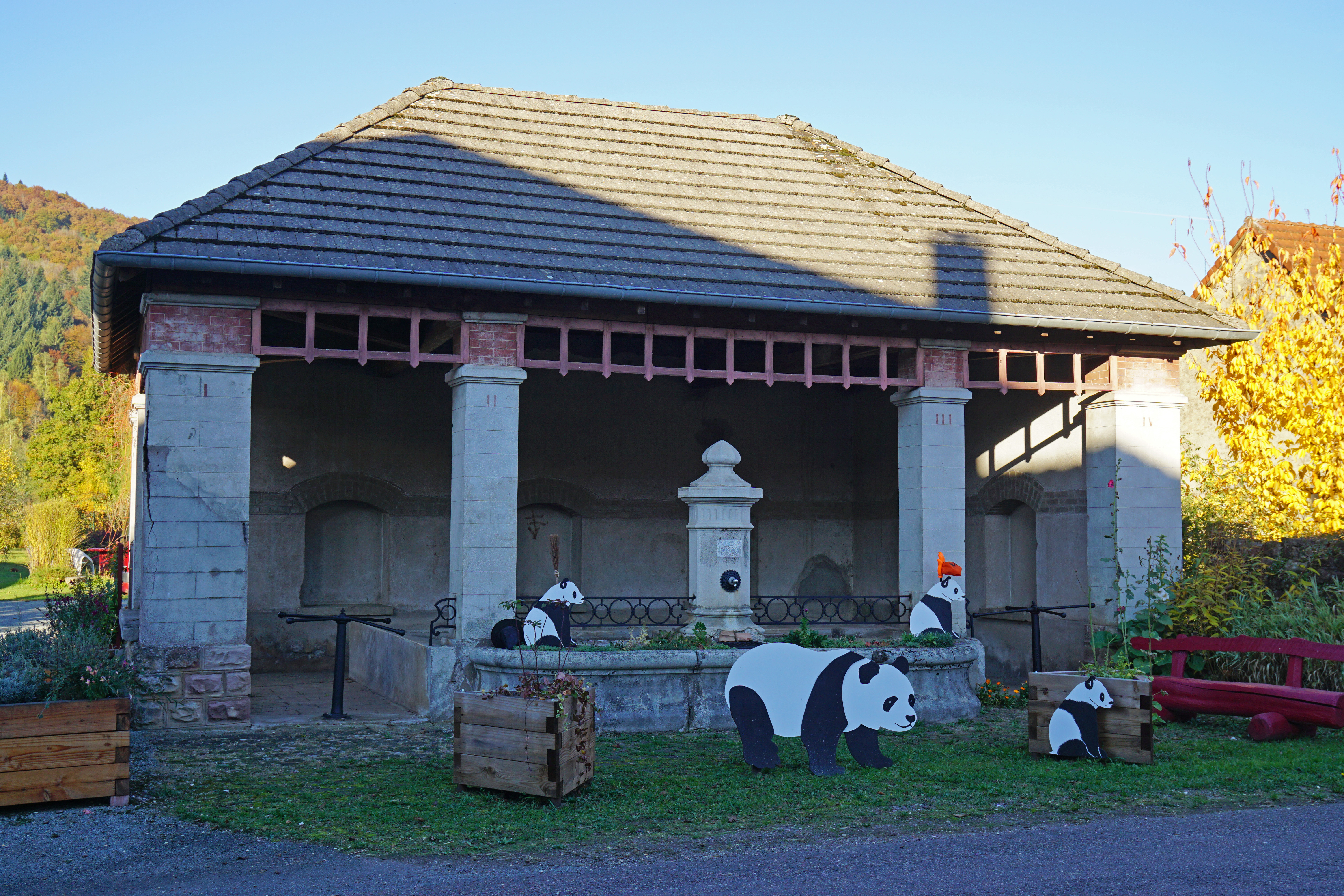
Autre lavoir.
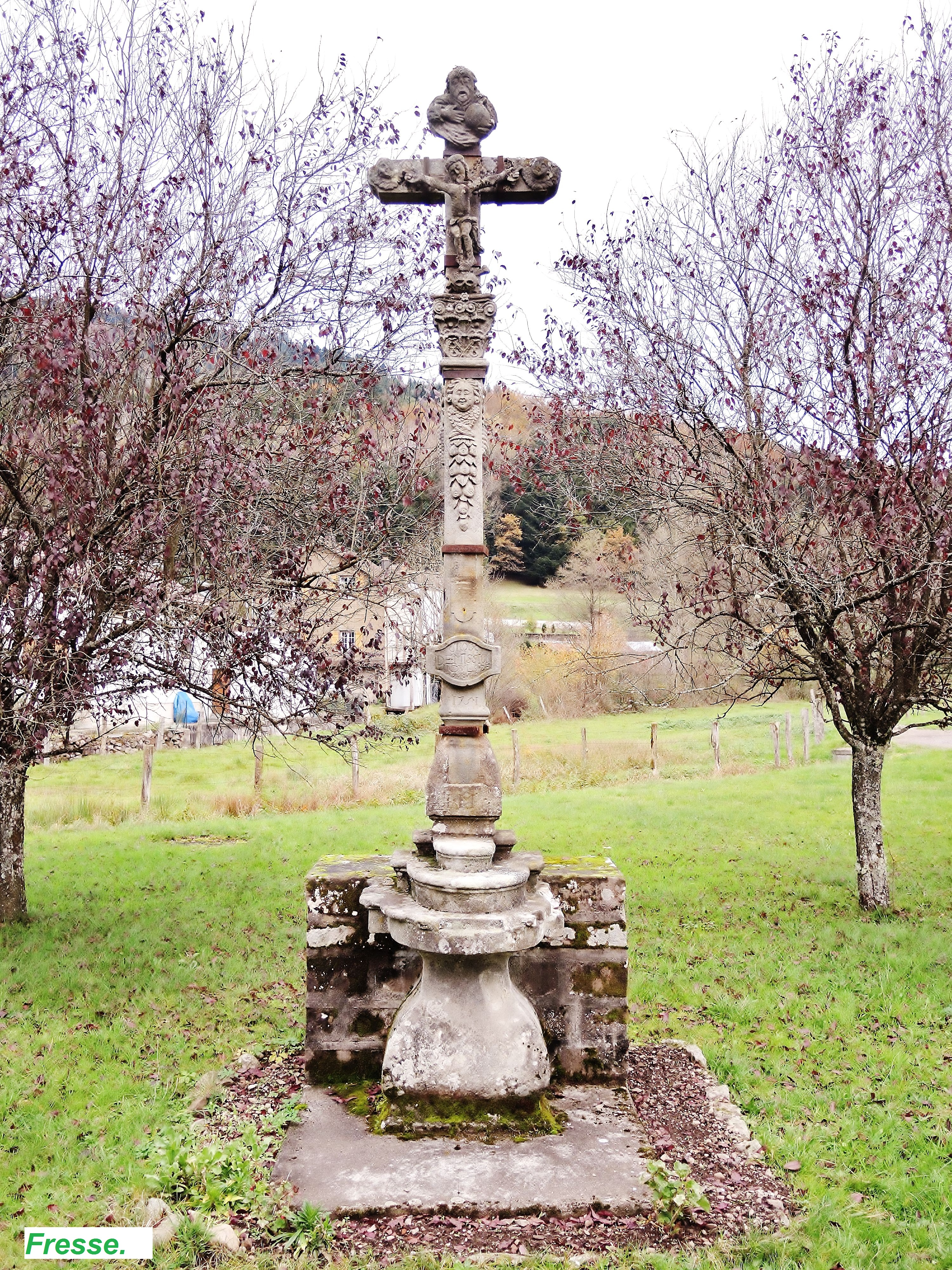
Croix de mission de 1751.
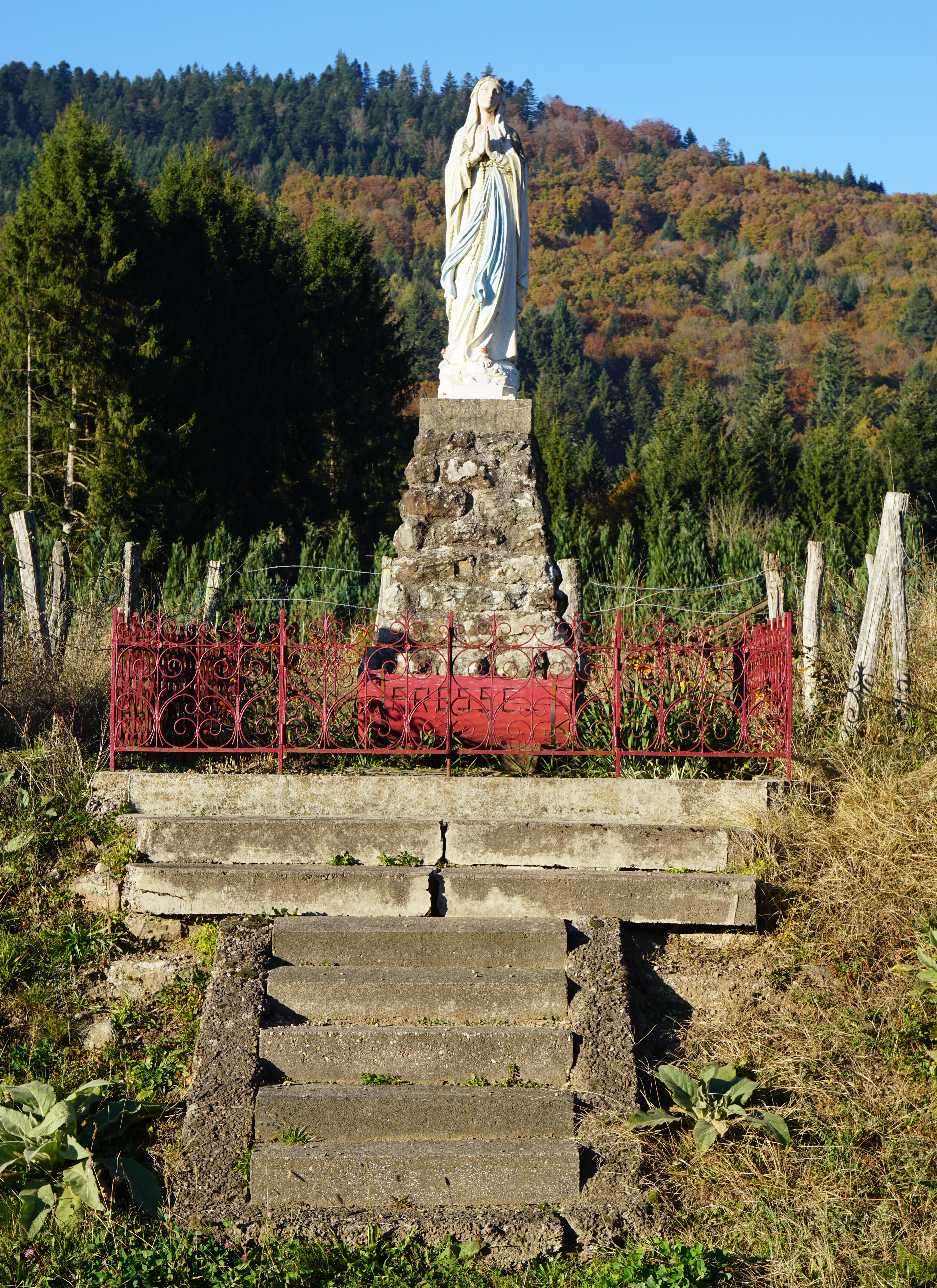
Statue de la Vierge.

- Le monument aux morts surmonté d'une croix et deux stèles rendant hommage à la Libération[39].

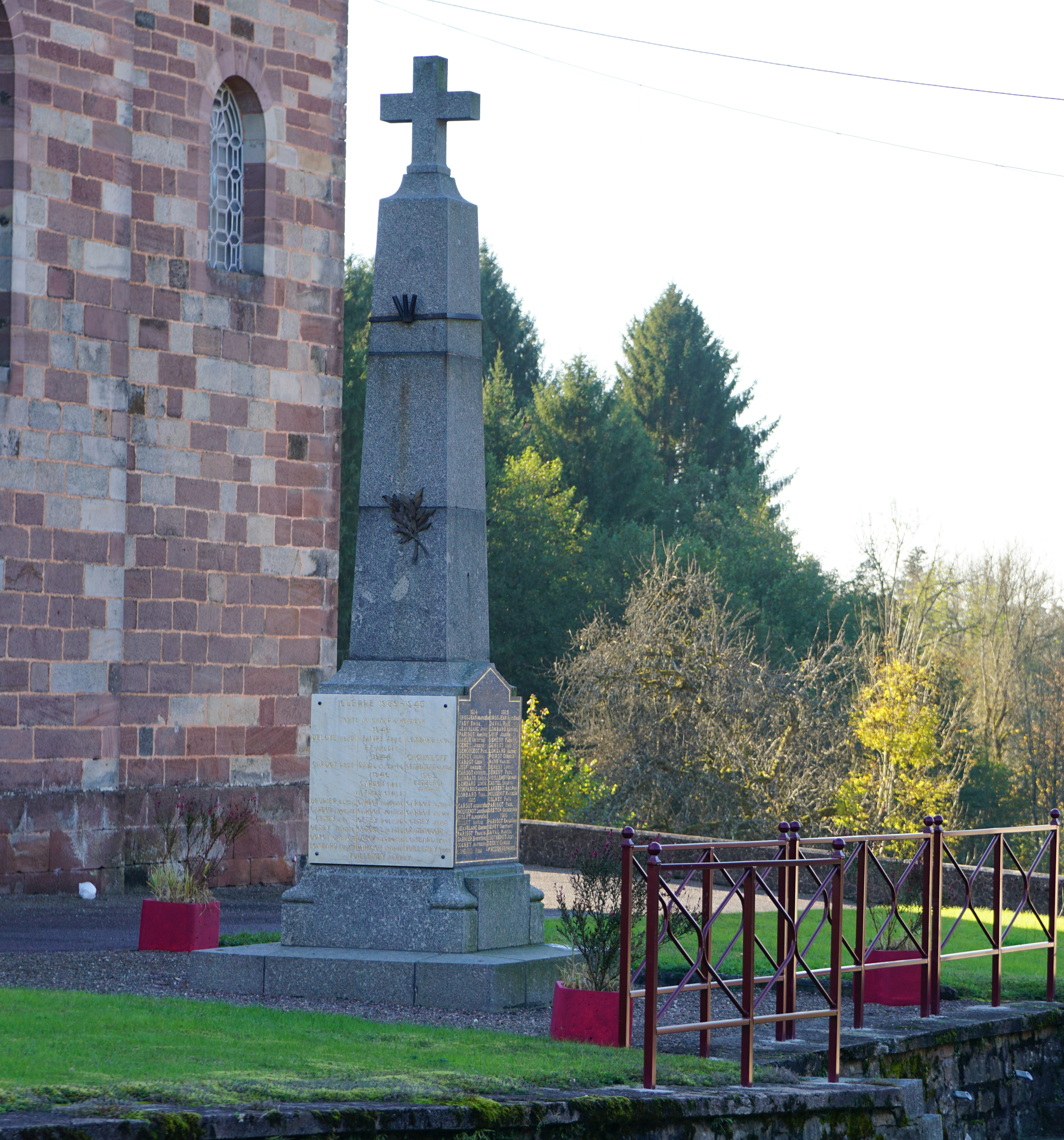
Le monument aux morts.
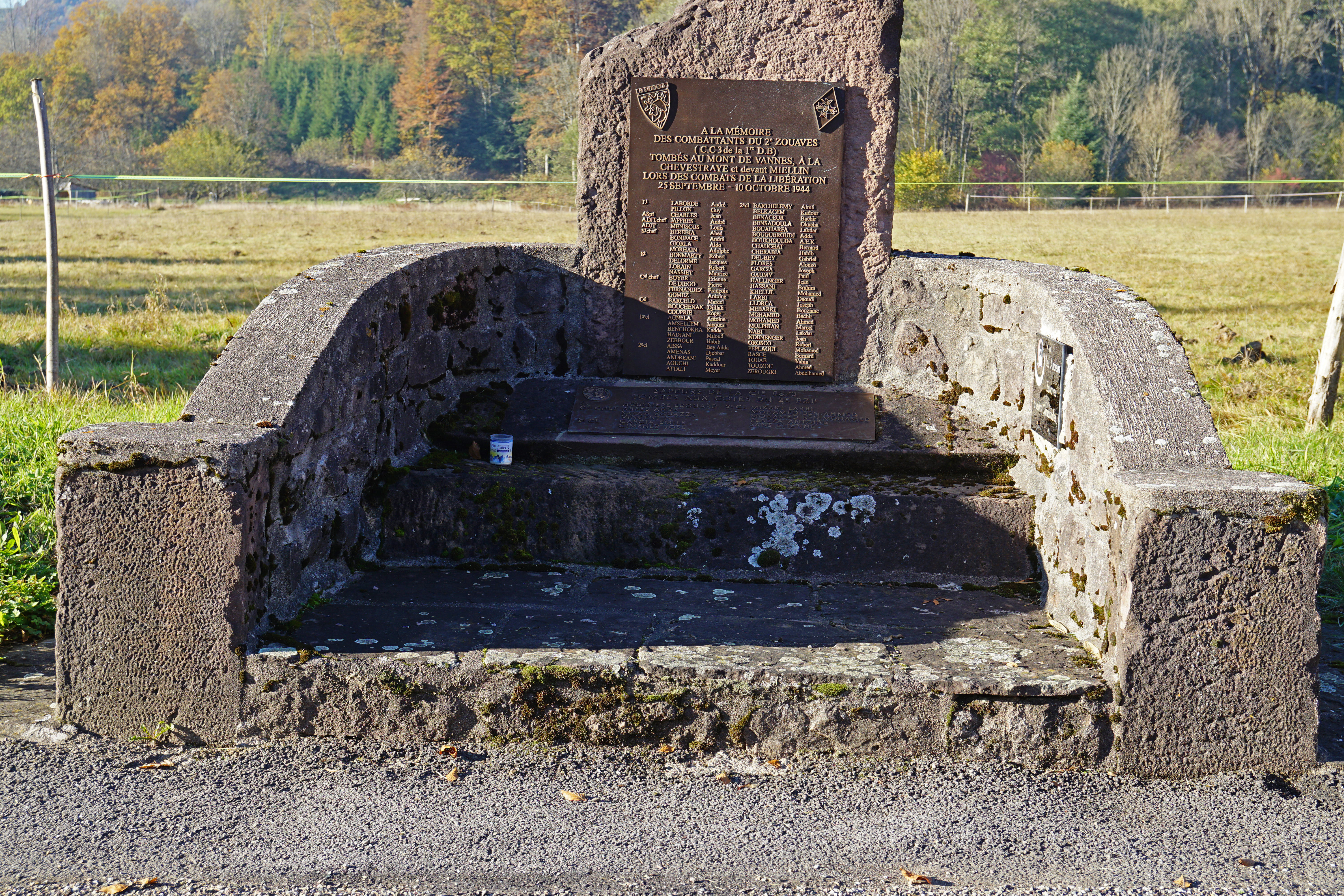
Stèle de la Libération.
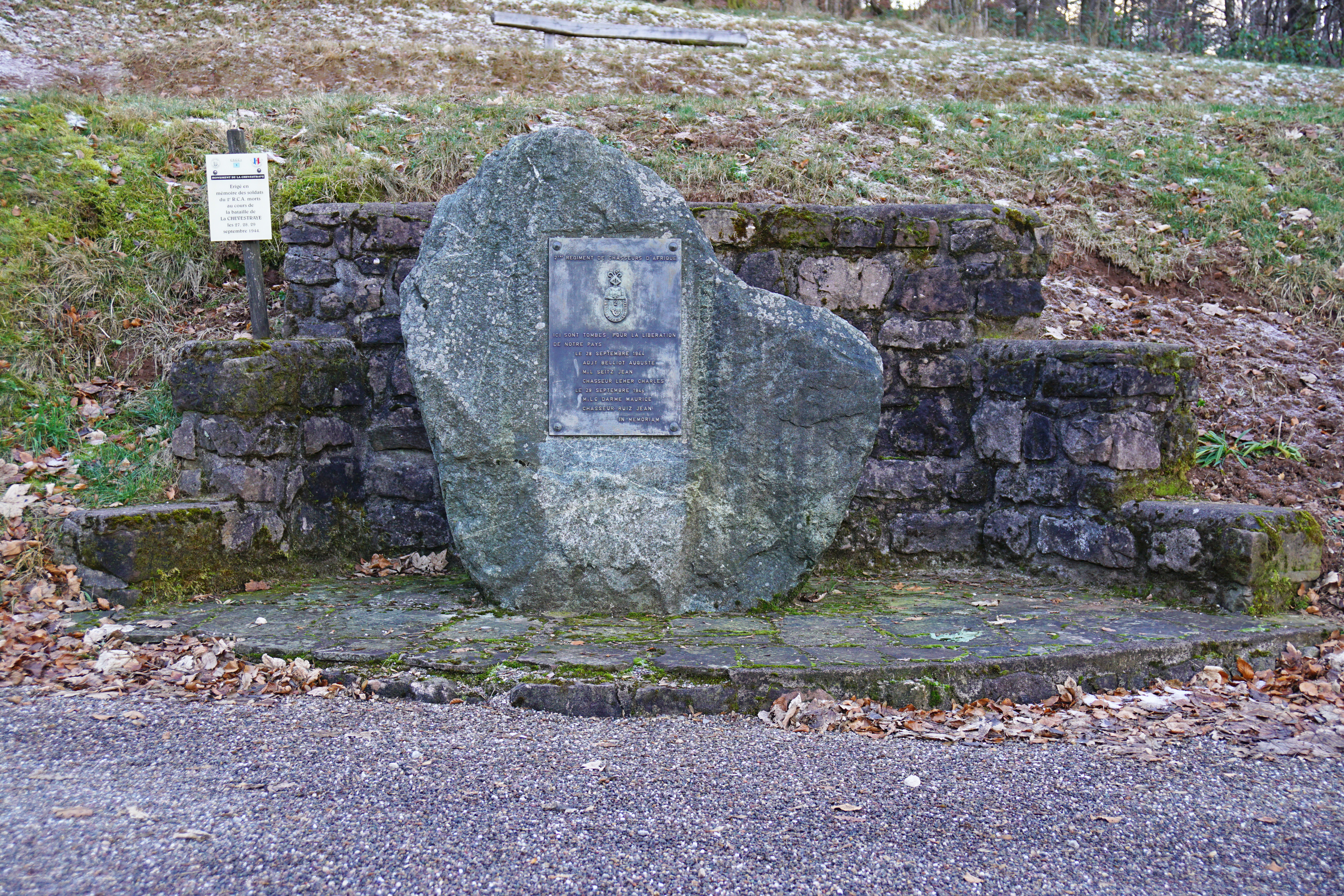
Seconde stèle au col de la Chevestraye.

- Ancienne ferme classé à la Fondation du Patrimoine[réf. nécessaire].

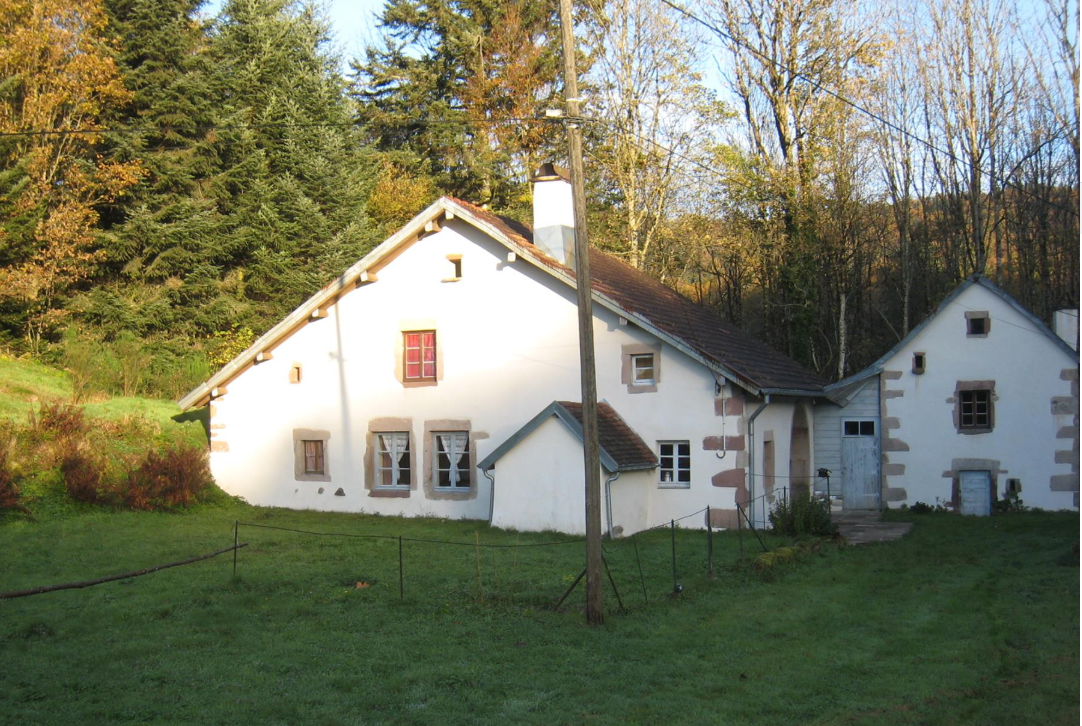
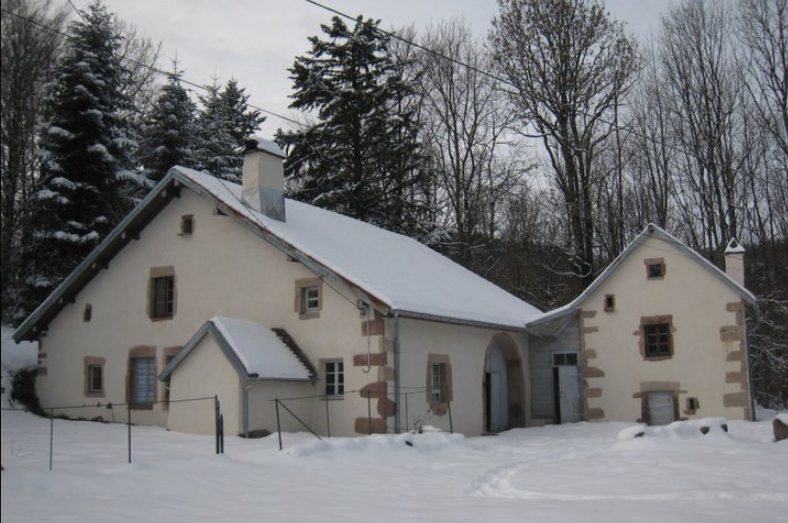

### Personnalités liées à la commune
Georges Fréset, alors instituteur et peintre naturaliste notable de Franche-Comté, né à Luxeuil-les-bains, s'installe avec sa femme, également institutrice, dans le hameau des Larmets de la commune. Ils s’investirent dans la vie du hameau durant 24 ans, et ce fut l'occasion de peindre les paysages du Sud des Vosges.

### Légende
Une légende locale affirme qu'au milieu du XIXe siècle, des villageois auraient tué un instituteur parisien amoureux de la plus belle fille du village. Ils auraient ensuite mangé la cervelle de leur victime.
Cette légende est née d'un crime rapporté par le journal Le Nouvelliste en 1903. Y est relatée la découverte d'une tête dans un bois de Ronchamp puis après enquête d'un squelette enterré dans la position verticale. L'identification, permise par l'absence de deux dents opérées par un médecin, correspondait à l'ancien instituteur du Plainet, Monsieur Huot, disparu depuis 5 ans. Un suspect, dit « mimi », dénoncé par une plainte anonyme fut arrêté au soulagement de la population qui connaissait les faits mais n'osait parler de peur de représailles de l'individu.

### Héraldique
| Blason de Fresse (Haute-Saône) | Blason  | Écartelé au 1) d’or au frêne arraché accolé d’un lierre, le tout d'azur, au 2) d’azur à la croix fourchée de huit pointes d’or, au 3) d’azur à la vierge tenant dans son bras senestre l’enfant Jésus, le tout d’or, au 4) d’or au pic et au marteau de mineur passés en sautoir, soutenus d’un croissant, le tout de sable. |
| Blason de Fresse (Haute-Saône) | Détails | Le statut officiel du blason reste à déterminer. |